# Back to the 80's
Back to the 80's è un singolo del gruppo musicale bubblegum pop Aqua, pubblicato il 22 giugno 2009 dall'etichetta discografica Universal.
La canzone è stata scritta da Søren Rasted e Claus Norreen e prodotta dallo stesso Rasted e ha segnato il ritorno sulle scene musicali del gruppo dopo nove anni dall'ultimo singolo, We Belong to the Sea, pubblicato nel 2000.
Il singolo ha accompagnato l'uscita della raccolta Greatest Hits e ha permesso al gruppo di tornare al successo, raggiungendo il vertice della classifica dei singoli danese.

## Tracce
Promo - CD-Single (Universal AQUA80CDP1 (UMG)
1. Back to the 80's – 3:44

## Classifiche
| Classifiche (2009) | Posizione massima |
| ------------------ | ----------------- |
| Danimarca          | 1                 |
| Francia            | 20                |
| Norvegia           | 3                 |
| Svezia             | 25                |